# عائشة جول ألدينتش
عائشة جول ألدينتش (بالتركية: Ayşegül Aldinç) (ولدت في 28 سبتمبر عام 1957 في مدينة إسطنبول) مطربة تركية وممثلة.
تعد عائشة جول ألدينتش إبنة أورهان ألدينتش الصحفي والكاتب في صفحة الرياضة وأيضاً إبنة سهيلا ألدينتش معلمة الرسم. أنهت عائشة جول ألدينتش تعليمها الثانوي في ثلاثة مدارس مختلفة وذلك بسبب وظيفة والدتها. حيث أن أول مدرسة ثانوية درست بها هي مدرسة قنديل الثانوية للبنات والمدرسة الثانوية الثانية هي مدرسة داوود باشا الثانوية والمدرسة الثانوية الثالثة هي مدرسة فيريكوي الثانوية. ثم بعد ذلك تخرجت عائشة جول ألدينتش من (قسم الخزف في كلية الفنون الجميلة بجامعة مرمرة الحالية) وأيضاً من قسم الخزف بأكاديمية الفنون الجميلة التطبيقية بإسطنبول. ثم بعد فترة قصيرة من تخرجها من الجامعة فقد شغلت عائشة جول ألدينتش منصب معلم الموسيقى في مدرسة أكاريتلر الإعدادية بإسطنبول. ثم بعد ذلك عملت كمصنعة للخزف في مصنع يلدز بورسيلين لمدة ست أعوام. وخلال أعوام 1981 – 1988 تبرعت عائشة جول ألدينتش بالخزف وشاركت في مسابقات بداخل الوطن وخارجه. وخطت عائشة جول ألدينتش خطوة نحو حياتها الموسيقية المهنية من خلال ألبوم توجد به أغاني بعنوان " المتعب والسعيد " والمستشفى " مكون من 45 دقيقة وقد أنتجته سوياً مع محمد تيومان في عام 1978.
مثلت عائشة جول ألدينتش تركيا في مسابقة الأغاني الأوروبية لعام 1981 في مدينة دبلن عاصمة إيرلندا وذلك من خلال أغنية بعنوان «تعاقب التواطؤ» حيث أنها دبلجتها سوياً بثلاثية موسيقية شعبية حديثة. وأصدرت عائشة جول ألدينتش أول ألبوم منفرد لها في عام 1988 وخلال أعوام 1985 – 1998 أقامت عائشة جول ألدينتش حفلات موسيقية في العديد من البلدان الأوروبية، وفي الإتحاد السوفيتي، وفي الولايات المتحدة الأمريكية وفي الصين وفي دول الشرق الأوسط. وقد منحتها جمعية الصحفيين بقبرص ومؤسسة إستك جائزة أفضل مطربة بالعام.
وفي عام 1985 وقفت عائشة جول ألدينتش لأول مرة أمام الشاشة ومثلت في مسلسل «الخوى» حيث أنه مسلسل بُث على شاشة قناة تي أر تي وأخرجه أورهان أكسوي. وفي عام 1987 بدأت عاشة جول ألدينتش التمثيل السينمائي بأفلام «الهروب من المطر» حيث أخرجه يافوز أوزكان وفيلم «سائقي البغال» حيث أخرجه شريف جورين في عام 1987. وفي عام 1994 حازت عائشة جول ألدينتش على جائزة أفضل ممثلة عن دورها في فيلم الفدائي في مهرجان ألتين كوزا السينمائي بأضنة.

## ديسكغرفي

### الأغانيالمنفردة والمكونة من خمسة وأربعونأغنية
- المستشفى – المتعب والسعيد (1978) (سوياً مع محمد تيومان)
- تعاقب التواطؤ – التراث (1981) (سوياً مع تشوشكون دمير)
- هي فتاة (2010)
- لي لال لال لا لا (2011)

### ألبوم(MC/CD)
- .... وعائشة جول ألدينتش (1988)
- حديثك عندي (1991)
- شعلة لهب (1993)
- ليس هناك حاجة للكلام (1996)
- التنفس (2000)

### الثناء
- ألبوم احترام وتقدير سلمى أنداك – يكفي حباً واحداً (2000

)
- ألبوم احترام وتقدير بولنت أورتاتشجيل – الأغاني هي مسرحية واحدة (2001

)
- أغاني علي كوكاتيب – ماشاء الله 41 مرة (2006)
- أغاني أيسل جورل – لأيسيل (2013)

## قائمةالإنجازات
| الألبوم | الأغنية المنفردة | الأعلى تركيا | الأعلى أوروبا |
| ------- | ---------------- | ------------ | ------------- |
| هي فتاة | هي فتاة          | 14           | -             |

## الأفلام
- سائقي البغال (1987 ، إخراج: شريف جورين)
- الهروب من المطر (1989 ، إخراج: يافوز أوزكان)
- كارا سيفدا (1989 ، إخراج: صميم ديير)
- العالم الأخضر (1990 ، إخراج: فاروق تورجوت)
- العودة إلى الألم (1994 ، إخراج: تونجا يوندر)
- حرب العصابات (1995 ، إخراج: عثمان سيناف)
- كان ينتظر البحر (1996 ، إخراج: سونا كورال أيتونا)
- العاهرة البيزنطية (2000 ، إخراج: جاني موجدة – تولجاي زيال)
- وداعاً (2000 ، إخراج: زكي أوكتين)
- مسرحيات تأسيس حلم (2000 ، إخراج: يافوز أوزكان)

## المسلسلات
- الذكاء (1986 ، قناة تي أر تي، المخرج: أورهان أكسوي)
- سر الأحجار (1992 ، قناة ستار تي في، المخرج: يسوف كورتشينلي)
- عزيز أحمد (1994 ، قناة أيه تي في، المخرج: أورهان أوغوز)
- المحارب المتعب (1995 ، المخرج: تونجا يوندر)
- العشق والكبرياء (2002 ، قناة ستار تي في، المخرج: أيدين بولوت)
- الأسطورة (2002 ، قناة ستار تي في، المخرج: تامر إيبك)
- كانت أختي هكذا (2003 ، قناة تي أر تي، المخرج: نورتاتش إريمير)
- سلطة السلطان (2003 ، قناة دي، المخرج: أيدين بولوت)
- الليف الأخير (2004 ، قناة تي أر تي، المخرج: ألبارسان بوزكورت)
- ميسي (2005 ، قناة أيه تي في، المخرج: تانر أكواردار)
- السبعة الفاجرين (2011 ، قناة شو تي في، المخرج: خلوق بنير)

## وصلات خارجية
- عائشة جول ألدينتش على موقع IMDb (الإنجليزية)
- عائشة جول ألدينتش على موقع ألو سيني (الفرنسية)
- عائشة جول ألدينتش على موقع ميوزك برينز (الإنجليزية)
- عائشة جول ألدينتش على موقع أول موفي (الإنجليزية)
- عائشة جول ألدينتش على موقع ديسكوغز (الإنجليزية)
- عائشة جول ألدينتش على موقع قاعدة بيانات الفيلم (الإنجليزية)
- عائشة جول ألدينتش على موقع كينوبويسك (الروسية)

- الموقع الرسمي
- عائشة جول ألدينتش في قاعدة البيانات على الإنترنت